# امامزاده سید اسماعیل (تهران)
آرامگاه سید اسماعیل مربوط به سدهٔ ۹ و ۱۳ ه.ق است و در تهران، بین خیابان های گذر جمهوری و مولوی واقع شده و این اثر در تاریخ ۱۱ بهمن ۱۳۳۴ با شمارهٔ ثبت ۴۰۹ به‌عنوان یکی از آثار ملی ایران به ثبت رسیده است.

## خصوصیات بنا
این مکان تاریخی شامل: میدان، آب انبار، مدرسه علمیه آیت‌الله حق‌شناس (فیلسوف الدوله) و بازار سید اسماعیل است.

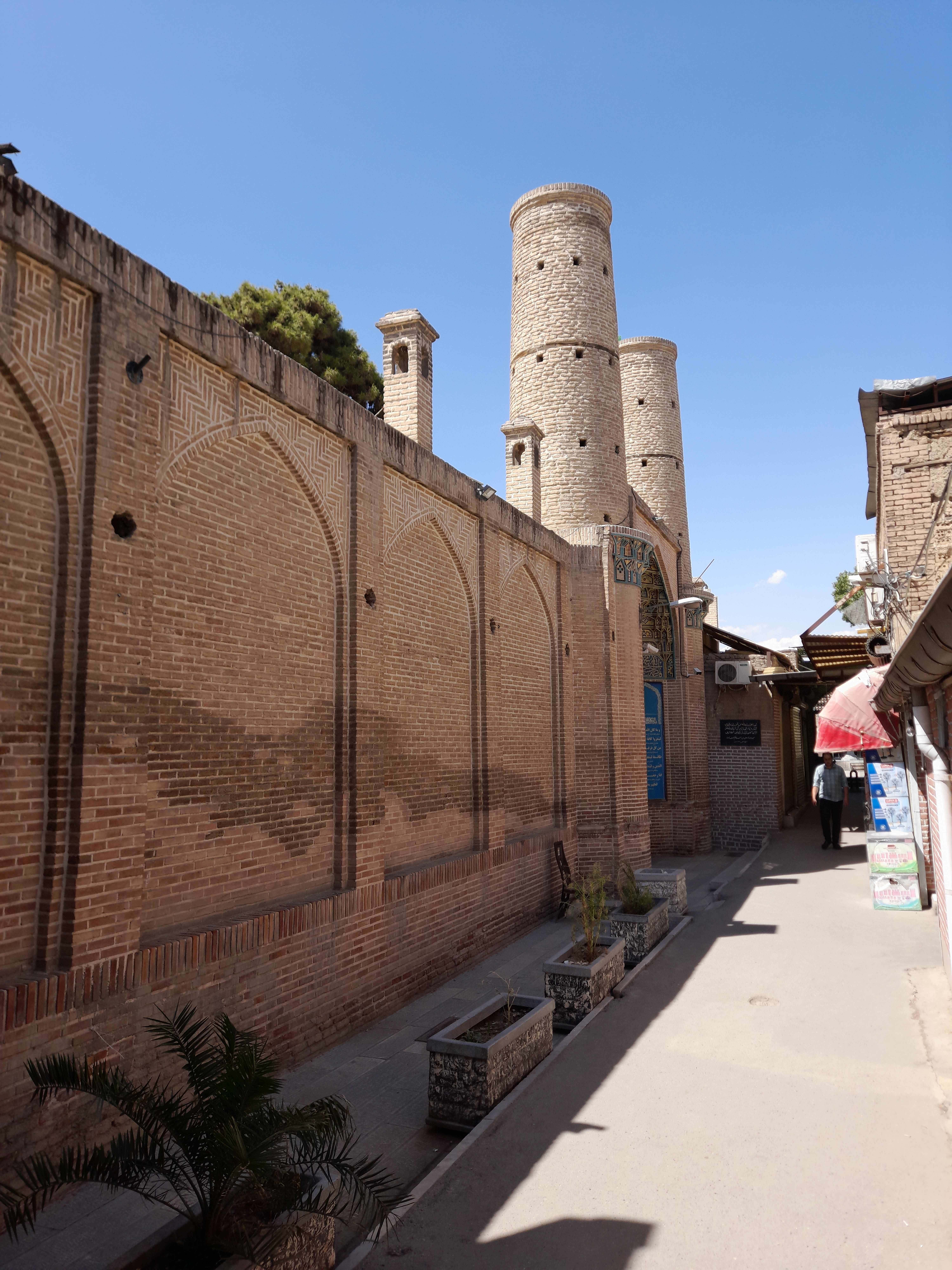
سردر زیبای مدرسه علمیه آیت‌الله حق‌شناس (فیلسوف الدوله) که در کنار امامزاده سید اسماعیل قرار دارد.

## نحوه دسترسی
چهارراه مولوی خیابان مصطفی خمینی کوچه غفاری کوچه سید اسماعیل

## بنای آرامگاه
بنای کنونی آن طبق کتیه موجود در ایوان و داخل حرم در زمان محمدشاه قاجار به سال ۱۲۶۲ قمری (برابر ۱۲۲۵ خورشیدی) ساخته شده و بانی آن عیسی خان بیگلربیگی تهرانی است.

## نگارخانه

نمای کلی
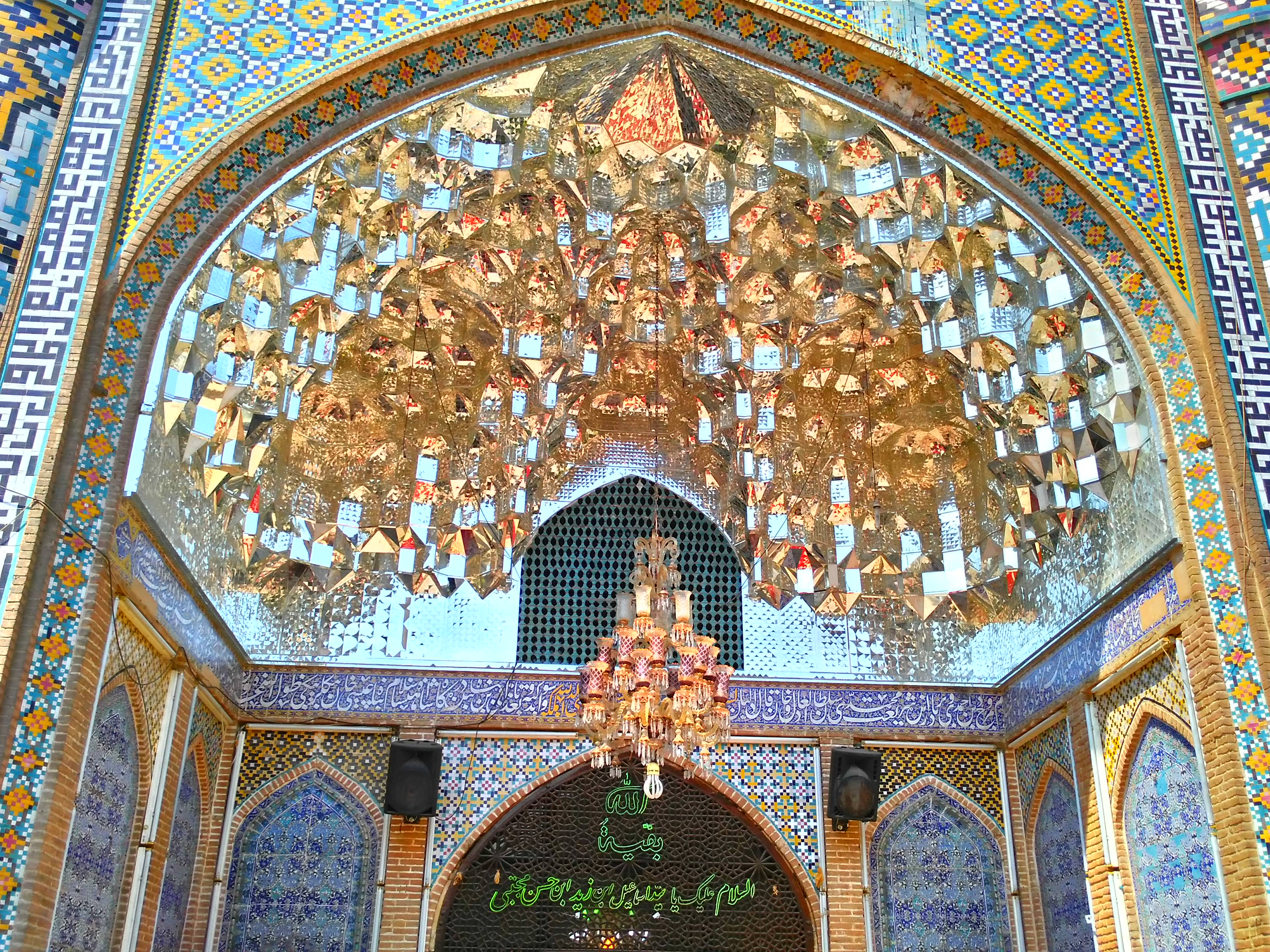
کتیه ایوان
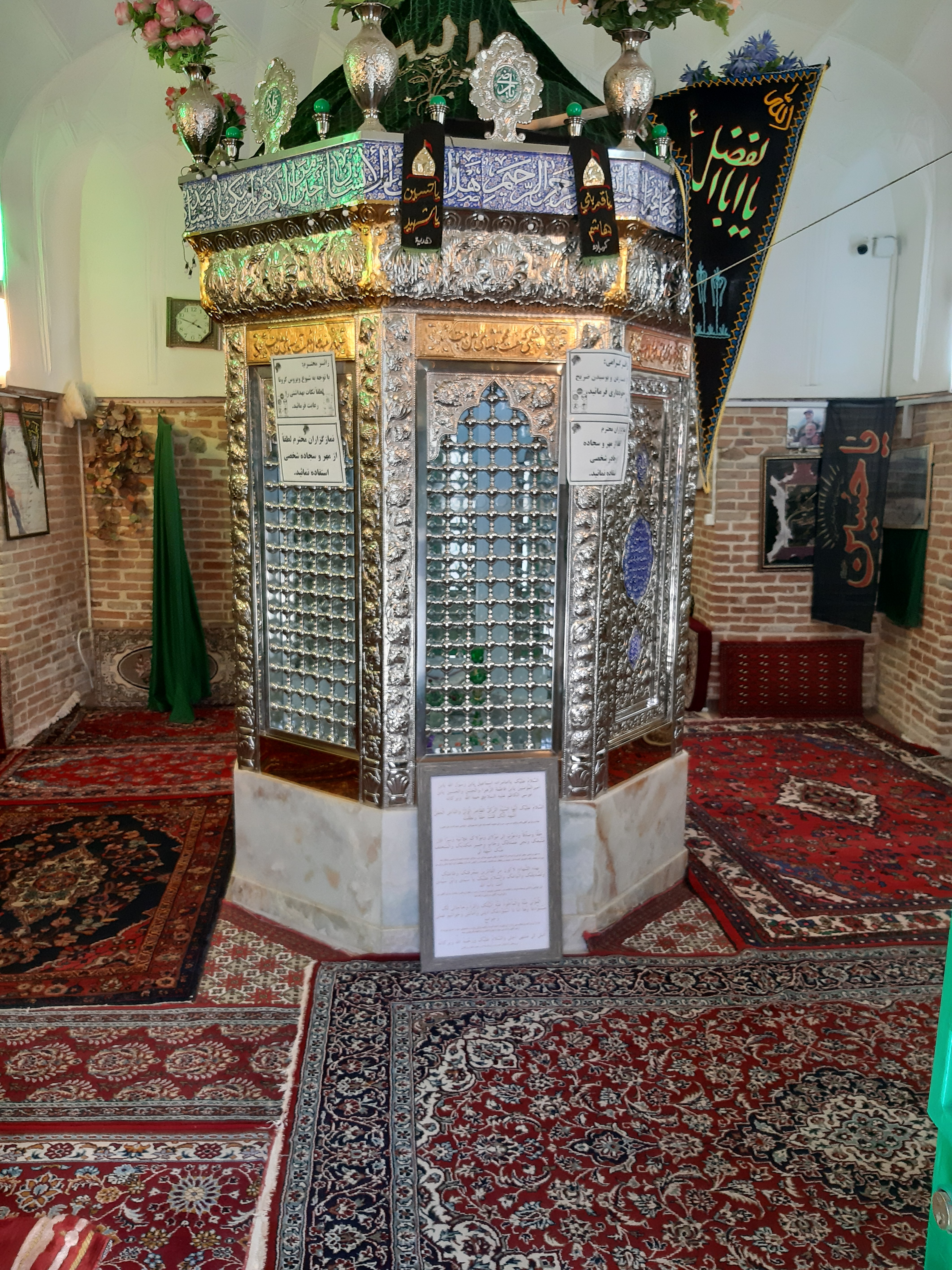
ضریح